# Vushtrria

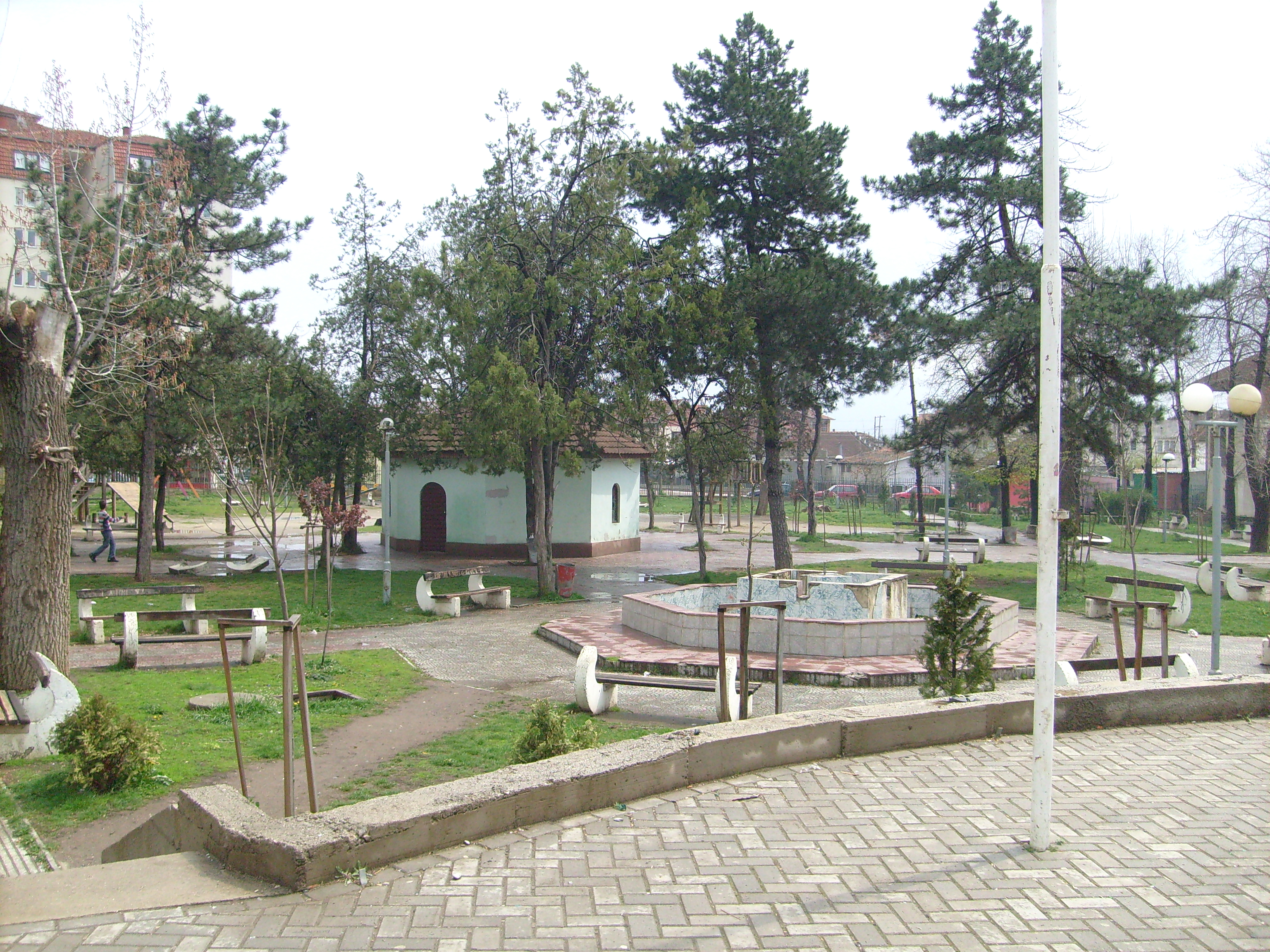
Stadtpark in Vushtrria

Vushtrria (albanisch auch Vushtrri, serbisch Вучитрн Vučitrn) ist eine Stadt im Nordosten des Kosovo. Sie liegt im Bezirk Mitrovica, ist der Verwaltungssitz der Gemeinde Vushtrria und beherbergt unter anderem die staatliche Polizeischule des Kosovo.

## Geographie

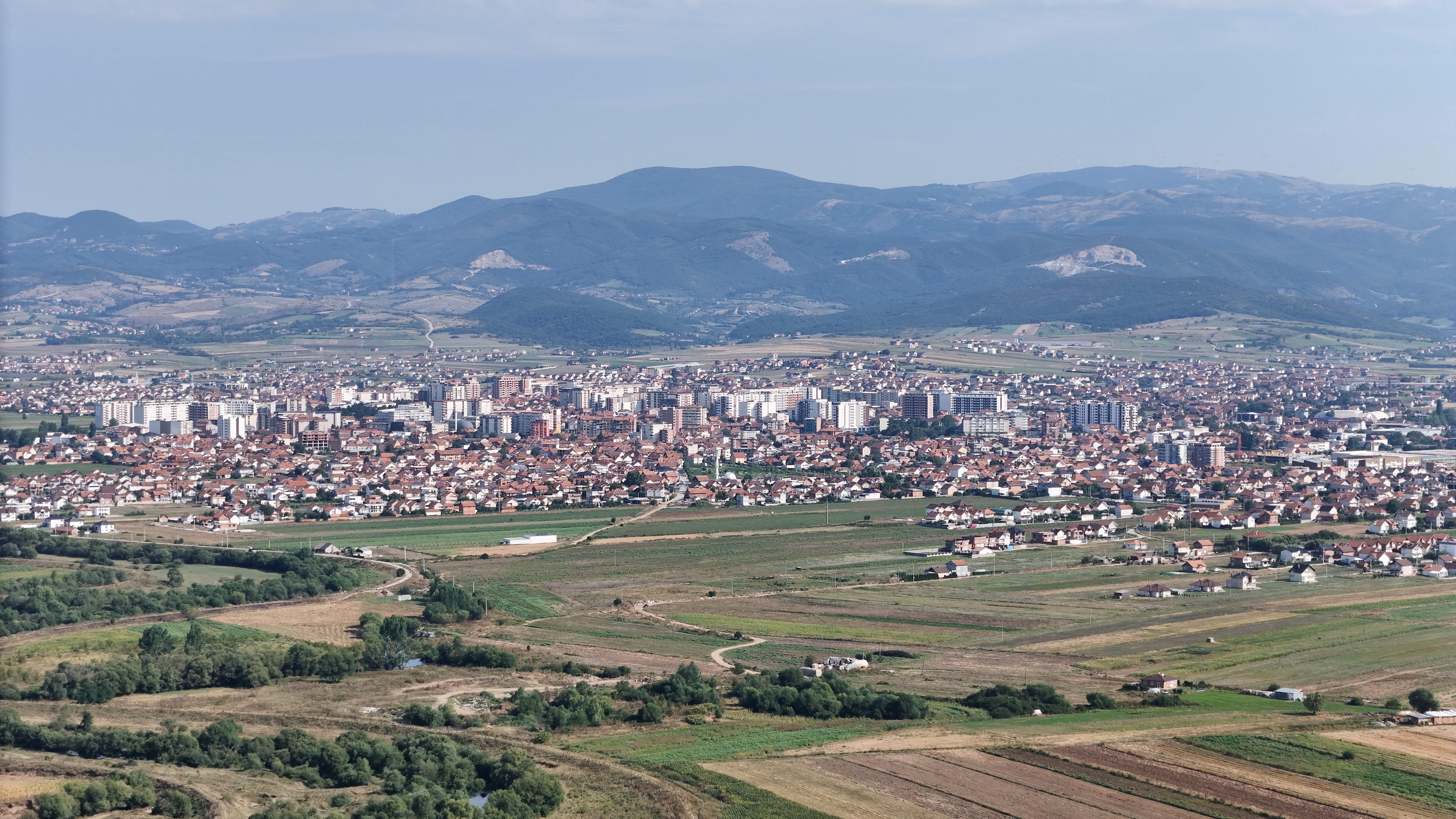
Blick auf die Stadt

Die Stadt Vushtrria liegt im Amselfeld, rund zehn Kilometer südöstlich von Mitrovica. Die Nationalstraße M-2 verbindet beide Städte miteinander, sie erreicht Vushtrria am nördlichen Stadtrand und führt nach Südosten weiter in Richtung der Hauptstadt Pristina.
Im Westen wird die Stadt vom Fluss Sitnica begrenzt. Benachbarte Ortschaften sind im Norden Dobërlluka (an der M-2) und Sllatina, im Nordosten Gojbula, im Osten Studime e Poshtme sowie im Südosten Sfaraçak i Poshtëm. Im Westen wird die Stadt vom entlanglaufenden Fluss Sitnica begrenzt, eine Brücke führt zu den beiden jenseits des Flussufers liegenden Ortschaften Dalak und Bukosh. Hinter diesen Orten erhebt sich der von Vushtrria aus sichtbare Berg Çyçavica.
Ein weiterer durchs Stadtgebiet fließende Fluss ist die Tërstena, sie kommt von Nordosten aus den hinter Gojbula liegenden Bergen.

## Geschichte

### Antike
Vushtrria oder Vicianum, das nach einem alten illyrischen Namen benannt worden ist, war eine antike Lokalität, die bis hin zum Mittelalter und sich sogar noch vor dem Römischen Reich zurückdatieren lässt, nämlich aus der Zeit der Dardaner.
Am Ende des ersten Jahrhunderts v. Chr. wurde die Region von den Römern erobert. Der Name Vicianum (lat. „Raum der Kälber“) ist der römische Name der Stadt. Unter römischer Besatzung entwickelte Vicianum eine beträchtliche Wirtschaft und eine blühende Kultur. Nach dem Fall des römischen Reiches wurde Vicianum eine byzantinische Herrschaft. Nach dem großen Schisma der Kirche im Jahr 1054 blieb die Mehrheit der Bevölkerung in Vicianum katholisch.

### Mittelalter
Mit der Staatsgründung der Serben lag der Ort lange Zeit im Grenzgebiet zwischen Byzanz und Serbien, um ab Ende des 12. Jahrhunderts dauerhaft zu Serbien zu gehören: Es wird angenommen, dass die Eroberung noch unter Stefan Nemanja stattfand, der sein Reich bis nach Lipljan ausgedehnt hatte. Allerdings wird Vučitrn nicht in Dokumenten aus der Zeit Stefan Nemanjas erwähnt, was darauf schließen lässt, dass der Ort zu dieser Zeit wüst oder unbedeutend war. Erste Erwähnung findet Vučitrn später während der mittelalterlichen serbischen Blütezeit als Vlčji trn, was sich von der Dornigen Hauhechel (serb. vučji trn, „Wolfsstachel“) ableiten soll.

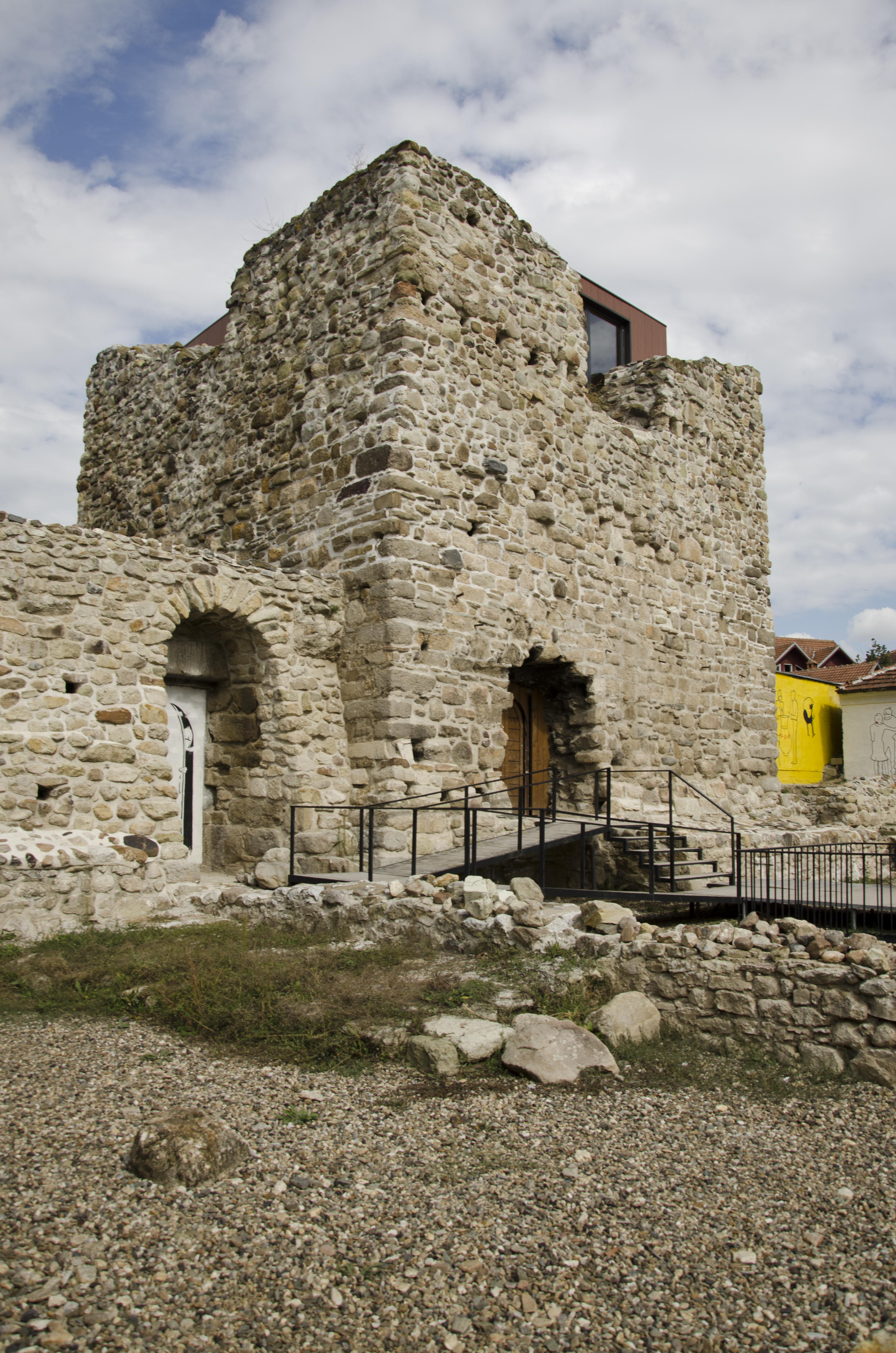
Ruinen der „Vojinović-Bastei“ (serb. Vojinovića kula bzw. alb. Kulla e vjetër) im Stadtzentrum

Nach dem Zerfall des Kaiserreiches von Stefan Dušan hat Vojislav Vojinović, lange Zeit der mächtigste serbische Teilfürst, über Vučitrn geherrscht und soll dort die erste Festung erbaut haben. Erstmals größere Bedeutung bekam es als eine Residenz des serbischen Despoten Vuk Branković und seinem Sohn Đurađ: Im späten Mittelalter entwickelte sich Vučitrn aufgrund der Lage in der fruchtbaren Ebene Amselfeld und weil sich an dieser Stelle wohl wichtige Handelswege kreuzten, zu einer wichtigen Handelsstadt, in der unter anderem auch Händler und andere Berufstätige aus Ragusa lebten. Vuk Branković soll Vučitrn noch vor Ende des 14. Jahrhunderts zur Residenzstadt ausgebaut haben, zeitgleich mit der wachsenden Bedeutung der Stadt. In Vučitrn wurde 1426 der Friedensvertrag zwischen Đurađ Branković und der Republik Venedig geschlossen, welcher den so genannten Zweiten Krieg von Skutari beendete und die Besitzverhältnisse an der heutigen Küste Montenegros und Nordalbaniens regelte.
Anfang des 15. Jahrhunderts soll Vučitrn, wo Đurađ Branković' residierte, größere Bedeutung erlangt haben als Pristina, der Hauptsitz der Branković-Dynastie unter Vuk. Von der Residenz der Branković sind heute nur Ruinen übrig geblieben, die Vojinovića kula („Vojinović-Bastei“), sowie die alte Vojinović-Brücke, alb. Ura e Gurit.

### Osmanen
Im vierzehnten Jahrhundert begann die Expansion des Osmanischen Reiches in Südosteuropa. Die Stadt kam erstmals 1439–1444 unter osmanische Kontrolle, 50 Jahre nach der Schlacht auf dem Amselfeld (1389). Vučitrn wurde in diesen Jahren Amtssitz eines osmanischen Paschas – Shabedin-pasha –, was für die hohe Bedeutung der Stadt spricht im Vergleich zu Pristina, das nur Sitz eines Beys geworden war.

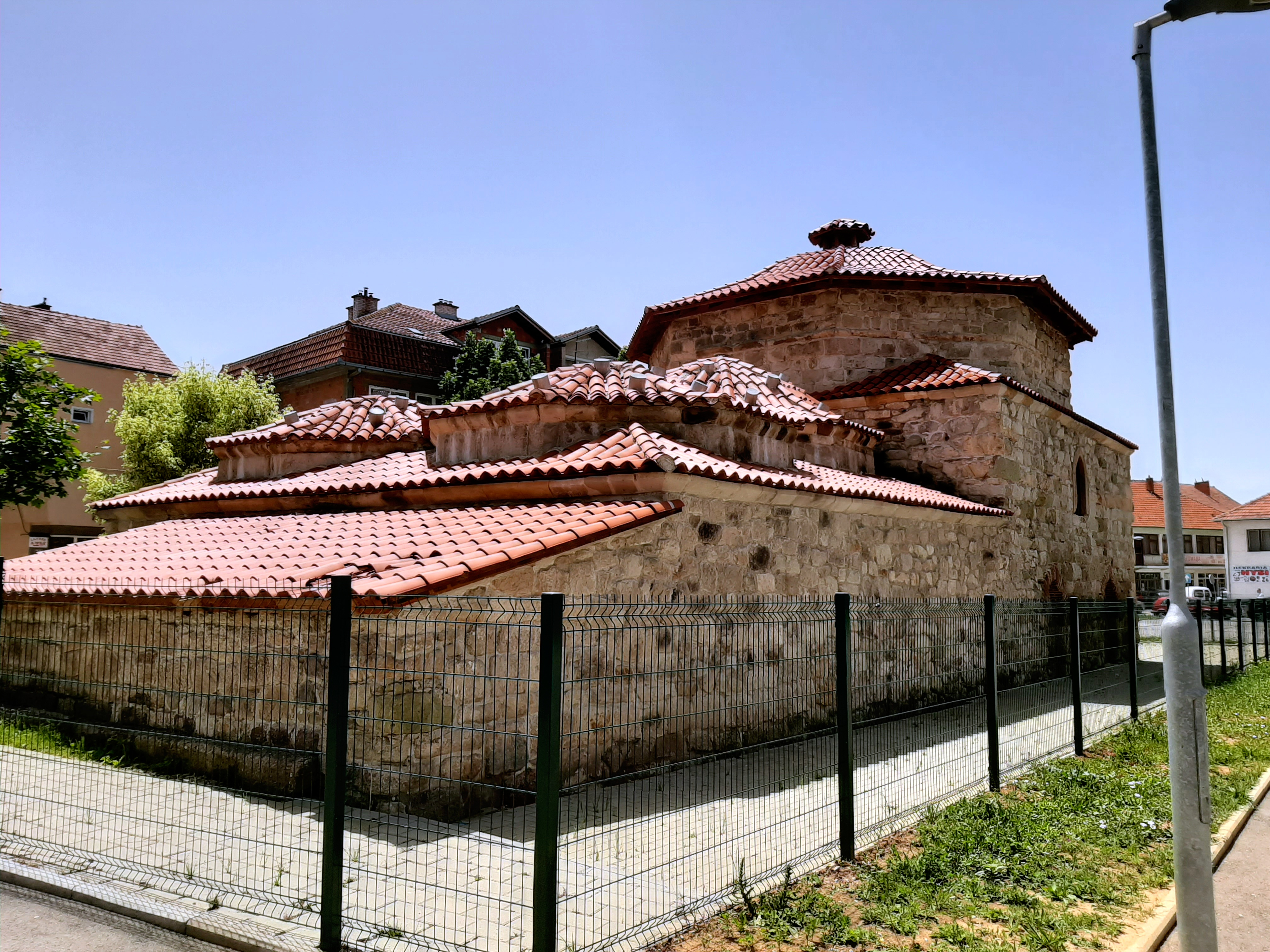
Altes Hamam der Stadt aus dem 15. oder 16. Jahrhundert

Endgültig erobert wurde die Stadt von den Osmanen 1455 oder 1456 und blieb hierbei die bedeutendste Stadt des Amselfeldes. 1462 wird das nun osmanische Vıçıtırın als Sitz eines Sancaks erwähnt. Die Einrichtung der osmanischen Verwaltung förderte die Ausbreitung des Islam in der Gegend und den Bau von Moscheen, Gasthöfen, Madrasa und Hamams (öffentliche Bäder). Zwischen dem 15. und dem 18. Jahrhundert war die Stadt eine der größten Siedlungen Südosteuropas und blieb als Sitz des Sancaks das Zentrum einer wichtigen Verwaltungseinheit des Osmanischen Reiches.
In einem Reisebericht vom Dezember 1660 beschreibt Evliya Çelebi die drei größeren Städte im Amselfeld – Mitrovica, Vushtrria und Prishtina – ausführlich. Demnach bestand Vushtrria bereits damals aus mehreren Stadtteilen, die insgesamt 2.000 Häuser zählten, allesamt aus Stein und in gutem Zustand. Auch mehrere Einrichtungen wie Schulen und Tekken sowie eine Stadtmauer hatte es gegeben. Die Mehrheit der Einwohner hatte Albanisch und Türkisch gesprochen.

### 20. Jahrhundert
Im Ersten Balkankrieg 1912 kam Vushtrria unter serbische Kontrolle und wurde Sitz eines eigenen Srez, welcher dem Okrug Zvečan untergeordnet war.
Im Ersten Weltkrieg war Vushtrria von Österreich-Ungarn besetzt, nach dem Krieg wurde es Teil des Königreiches Jugoslawien. Während des Zweiten Weltkriegs gehörte die Stadt zur deutschen Besatzungszone. Im November 1944 wurde die jugoslawische kommunistische Verwaltung gegründet.
Während des Kosovokrieges wurde im März 1999 die 500 Jahre alte Çarshia-Moschee in der Stadt durch serbische Paramilitärs niedergebrannt und anschließend mit einer Planierraupe vollständig abgerissen.

## Bevölkerung
Bei der Volkszählung 2011 wurden in der Stadt Vushtrria 26.964 Personen erfasst. Von ihnen sind 26.518 (98,35 %) Albaner, 276 (1,02 %) Türken, 103 Roma, Aschkali und Balkan-Ägypter, 17 Bosniaken, vier Serben und drei Goranen. Vier Personen gehören anderen Ethnien an und von 39 ist keine Antwort bezüglich der Ethnie vorhanden.
| Zensus    | 1921 | 1931 | 1935 1 | 1948 | 1953 | 1961 | 1971   | 1981   | 1991   | 2011   |
| --------- | ---- | ---- | ------ | ---- | ---- | ---- | ------ | ------ | ------ | ------ |
| Einwohner | 4711 | 4658 | 4784   | 5813 | 6691 | 8025 | 12.334 | 20.204 | 30.651 | 26.964 |

Für die Zeit um Ende des 19. und Anfang des 20. Jahrhunderts wird für die Stadt eine Einwohnerzahl um etwa 4000 angenommen, da diese Zahl verschiedene Quellen aus dieser Zeit übereinstimmend angeben, wie etwa das türkische Lexikon Kamus-ül alâm oder Todor Stanković in seinem Werk Putne beleške o Staroj Srbiji 1871-1898.

## Sehenswürdigkeiten

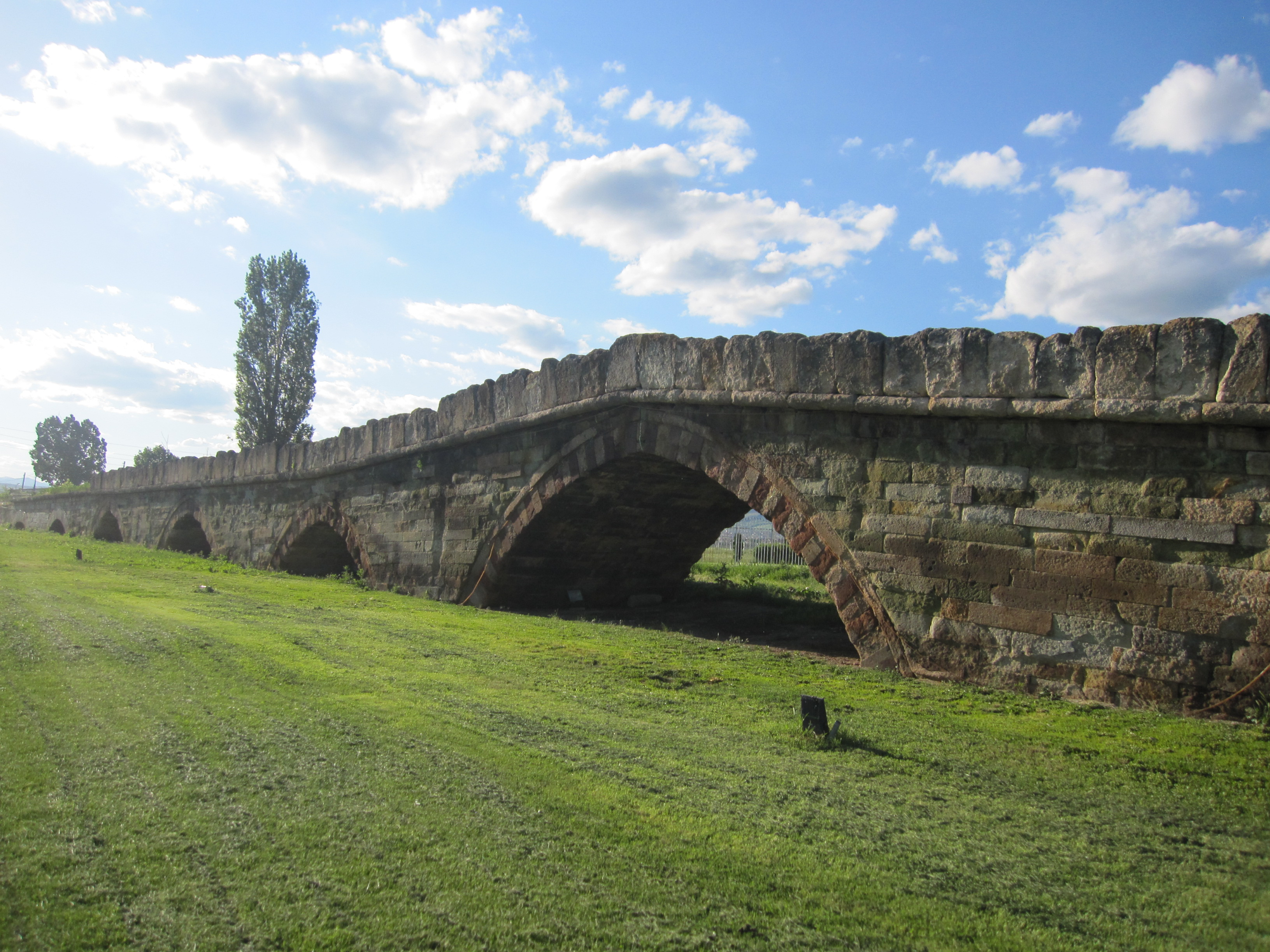
Die alte Steinbrücke

### Steinbrücke
Die alte Stein- oder Vojinović-Brücke (sr. Vojinovića most/Војиновића мост, alb. Ura e Gurit, Ura e vjetër e Gurit) im Nordwesten der Stadt ist die älteste noch existierende Steinbrücke des Kosovo. Da der Sitnica-Fluss um das Jahr 1855 seine Richtung geändert hat und somit keine Gewässer unter der Brücke fließen, ist die Brücke heutzutage nicht mehr im Gebrauch. Die Brücke ist 135 Meter lang und 6 Meter breit. Die ersten fünf Bögen der Brücke wurden zu Zeiten des Byzantinischen Reiches erbaut; die restlichen vier Bögen entstanden später unter serbischer Herrschaft.

### Hammām des Ali Bey
Das Gebäude ist eines der ältesten osmanischen Badehäuser und ist seit über 25 Jahren nicht mehr im Gebrauch. Da der Hamam sehr lange nicht gewartet wurde, fehlen auf dem Dach Ziegel, allgemein ist der Hamam nicht in einem guten Zustand.

### St.-Elias-Kirche
Die St.-Elias-Kirche wurde im Jahr 1839 auf den Überresten einer zwischen dem 16. und 17. Jahrhundert errichteten Kirche der frühen Neuzeit erbaut. Durch Vandalismus im Jahr 1999, wurde das Kirchengebäude im März 2004 vollständig beschädigt, die Wandmalereien im inneren blieben teilweise erhalten. Die Kirche ist im Besitz historischer sowie künstlerischer Werte, außerdem ist sie in der Region von religiöser und symbolischer Bedeutsamkeit.

## Sport

### Fußball
Der beste Männer-Fußballverein der Stadt ist der KF Kosova Vushtrri, welcher bis zur Saison 2009/10 in der Raiffeisen Superliga aktiv war, dort jedoch nur den 11. Platz erreichte und somit in die Liga e Parë abstieg. Seit 2013–2014 stiegen sie wieder in die stärkste Liga Kosovos und gewannen ein Jahr später die Meisterschaft. Die neugegründete Frauenabteilung wird in der Saison 2010/11 in der Superliga der Frauen spielen.

### Handball
Der beste Handballverein der Stadt ist der KH Kosova Vushtrri, im  Männer- als auch im Frauenabteil.

## Persönlichkeiten
- Vojvoda Vojin (1322–1347), serbischer Fürst
- Salih Çelebi Celalzade (1499–1570), Schriftsteller und Historiker
- Hasan Bej Prishtina (1873–1933), Politiker
- Salih Bej Vuçitërni (1880–?), Politiker
- Rahim Ademi (* 1954), General
- Ahmet Krasniqi, General und ehemaliger Verteidigungsminister des Kosovo
- Jorgovanka Tabaković, Präsidentin der Nationalbank Serbiens
- Viktorija (Snežana Mišković), Rock-Sängerin, ehemaliges Mitglied der Girl-Band  Aska
- Shefki Kuqi (* 1976), Fußballspieler
- Arsim Muzaqi (1978–1999), Soldat
- Blerim Rrustemi (* 1983), Fußballspieler
- Njazi Kuqi (* 1983), Fußballspieler
- Armend Dallku (* 1984), Fußballspieler
- Samir Ujkani (* 1988), Fußballspieler
- Ahmed Januzi (* 1988), Fußballspieler
- Milot Rashica (* 1996), kosovarischer Fußballspieler
- Milot Avdyli (* 2002), Fußballspieler